# Бібліографія Григорія Сковороди
Список творів, які написав Григорій Сковорода та перелік науково-творчих робіт про нього.

## Перелік творів
Подається написання близьке до мови оригіналу

### Поезії
Сад божественных песен, прозябший из зерен Священного Писания
- Песнь 1-я ("Боится народ сойти гнить во гроб...")
- Песнь 2-я ("Оставь, о дух мой, вскоре все земляныи места!.")
- Песнь 3-я ("Весна люба ах пришла! Зима люта ах пройшла!.")
- Песнь 4-я ("Ангелы, снижайтеся. Ко земле сближайтеся...")
- Песнь 5-я ("Тайна странна и преславна!.")
- Песнь 6-я ("Вонми небо и земля! ныне ужаснися...")
- Песнь 7-я ("Кто ли мене разлучит от любви твоей?.")
- Песнь 8-я ("Объяли вкруг мя раны смертоносны...")
- Песнь 9-я ("Голова всяка свой имеет смысл...")
- Песнь 10-я ("Всякому городу нрав и права...")
- Песнь 11-я ("Нельзя бездны океана горстью персти забросать...")
- Песнь 12-я ("Не пойду в город богатый. Я буду на полях жить...")
- Песнь 13-я ("Ах поля! поля зелены!.")
- Песнь 14-я ("Коликая слава ныне?.")
- Песнь 15-я ("Лежиш во гробе. Празднуеш Субботу...")
- Песнь 16-я ("Пройшли облака. Радостна дуга сіяет...")
- Песнь 17-я ("Видя житія сего я горе...")
- Песнь 18-я ("Ой! ты птичко жолтобоко...")
- Песнь 19-я ("Ах ты тоска проклята! о докучлива печаль!.")
- Песнь 20-я ("Кто сердцем чист и душею...")
- Песнь 21-я ("Щастие, где ты живеш? Горлицы, скажите...")
- Песнь 22-я ("Распростри вдаль взор твой и разумны лучи...")
- Песнь 23-я ("О дражайше жизни время!.")
- Песнь 24-я ("О покою наш небесный! Где ты скрылся с наших глаз?.")
- 25-я. Песнь отходная ("Едеш, хочешь нас оставить?.")
- Песнь 26-я ("Поспешай, Гостю! поспешай!.")
- Carmen (Мелодіа)
- Песнь 27-я ("Вышних наук саде святый!.")
- Песнь 28-я ("Возлети на небеса, хоть в версальскии леса...")
- Песнь 29-я ("Чолнок мой бури вихр шатает...")
- Песнь 30-я ("Осень нам проходит, а весна прошла...")

Інші
- De libertate
- Fabula ("Как только солнце в вечеру запало...")
- Fabula de Tantalo
- Фабула ("Старичок некий Филарет в пустыне...")
- Разговор о Премудрости
- "Все лице морщиш, печален всегда ты..."
- Похвала Астрономии Ex Ovid[ii] Fast[orum] l[ibris]
- О delicati blanda etc[etera]
- In Natalem Iesu
- Est quaedam mœrenti flere voluptas
- Quid est virtus?
- Epigramma ("Скажи мне кратко Мужа мудра дело!.")
- Similitudines ex Virg[ilio] 2. Aeneide
- In Natalem Basilii Tomaræ, pueri 12 annorum
- In natalem Bilogrodensis Episcopi
- De sacra caena, seu aeternitate
- De umbratica Voluptate

### Байки Харківські
| - Басня 1. Собаки - Басня 2. Ворона и Чиж - Басня 3. Жаворонки - Басня 4. Голова и Тулуб - Басня 5. Чиж и Щиглик - Басня 6. Колеса Часовии - Басня 7. Орел и Сорока - Басня 8. Голова и Тулуб - Басня 9. Мурашка и Свинья - Басня 10. Две Курицы | - Басня 11. Ветер и Философ. - Басня 12. Оселка и Нож - Басня 13. Орел и Черепаха - Басня 14. Сова и Дрозд - Басня 15. Змия и Буфон - Басня 16. Жабы - Басня 17. Два ценныи Камушки: Алмаз и Смарагд - Басня 18. Собака и Кобыла - Басня 19. Нетопыр и Два Птенца, Горлицын и Голубинин | - Басня 20. Велблюд и Олень - Басня 21. Кукушка и Косик - Басня 22. Навоз и Алмаз - Басня 23. Собаки и Волк - Басня 24. Крот и Линкс - Басня 25. Лев и Обезьяны - Басня 26. Щука и Рак - Басня 27. Пчела и Шершень - Басня 28. Оленица и Кабан - Басня 29. Старуха и Горшечник - Басня 30. Соловей, Жаворонок и Дрозд |

### Трактати, діалоги, притчі
- Убуждшеся видеша славу Его
- Да лобжет мя от лобзаний Уст своих

- Начальная Дверь ко Христианскому Добронравию
- Наркисс. Разглагол о том: Узнай Себе

- Симфониа, нареченная Книга Асхань о Познании самаго себе
- Беседа 1-я, нареченная Observatorium. (Сіон)
- Беседа 2-я, нареченная Observatorium. Specula. Еврейски: Сион
- Диалог, или Разглагол о древнем мире
- Разговор Пяти путников о истинном щастии в жизни. (Разговор Дружеский о Душевном мире).
- Кольцо.
- Разговор, называемый Алфавит, или Буварь Мира
- Книжечка, называемая Silenus Alcibiadis. Сиречь Икона Алкивиадская
- Книжечка о Чтении Священ[наго] Писания, нареченна Жена Лотова
- Брань Архистратига Михаила со Сатаною о сем: Легко быть Благим
- Пря Бесу со Варсавою
- Благодарный Еродий
- Убогий Жайворонок
- Диалог. Имя Ему: Потоп Змиин

### Переклади
- Ода (Iesuitae Sidronii Hosii). - С. 1003-1008.
- [Цицерон. О старости]. - С. 1009-1039.
- [Присвята]. - С. 1009-1010.
- Перевод Из Книг Римскаго Сенатора Марка Цицерона: о Старости. - С. 1010-1011.
- Разговор о Старости. - С. 1011-1030.
- Книжечка Плутархова о спокойствии души. - С. 1040-1059.
- [Присвята]. - С. 1040.
- Толкование из Плутарха О тишине сердца. - С. 1041-1052.

### Інше
- Excerpta philologica
- Vertendi quomodo auctores in vernaculam
- Autores, qui primum legendi
- Excerpendum esse legentibus
- Excerpendi modus
- Lemmata qui sint facienda
- Lacrimae et quidquid ad illas
- Adversariorum exemplum
- Ηistorica
- Lemma
- Філологічні виписки
- Як перекладати авторів на рідну мову
- Яких авторів слід читати насамперед
- При читанні слід робити нотатки
- Як робити нотатки
- Як робити короткі нотатки
- Сльози та все, що до них належить
- Приклади зауважень
- Історичні нотатки
- Лема
- Сон
- P[ublii] Terentii Comoedia, quae vocatur Adelphi

## Рукописи та оригінали
Багато творів Сковороди збереглися в автографах, деякі – в автографах та списках, а деякі – лише в списках. Тільки один твір (притча «Убогий Жайворонок») невідомий ані в автографі, ані в списку. Колекція автографів Сковороди, зібрана Михайлом Ковалинським, зберігається у відділі рукописів Інституту літератури ім. Т. Г. Шевченка У Києві. Автографи та списки творів Сковороди також зберігаються в інших в архівах та бібліотеках України (Київ, Харків), Росії (Москва, Санкт-Петербург), Румунії (Ясси), Сполучених Штатів Америки (Гарвард) та Чехії (Прага).

## Видання творів

### 18-19 століття
Твори Сковороди за його життя ніколи не друкувалися. Вперше його твір діалог «Наркісс» було надруковано 1798 року в Санкт-Петербурзі. У 1837 році у Москві окремими книжками з'явилися «Басни Харьковскія», «Бесѣда, нареченная двое», У 1839 — «Дружескій разговор о душевном мирѣ», «Убогій Жайворонок», «Брань архистратига Михаила со Сатаною», а також протягом 19 століття виходили деякі уривки, листи та поезії, що були надруковані на сторінках часописів «Сионский вестник», «Телескоп», «Московский наблюдатель», «Москвитянин», альманахів «Утренняя звезда», «Молодик» тощо.
1861 року в Санкт-Петербурзі вийшла перша збірка творів «Сочинения в стихах и прозе Григория Саввича Сковороды. С его портретом и почерком его руки». Перше академічне зібрання вийшло у Харкові до 100-ліття з дня смерті філософа у 1894 році — «Сочинения Григория Саввича Сковороды, собранные и редактированные проф. Д. И. Багалеем» (сьомий том «Сборника Харьковского историко-филологического общества»).
- Сковорода Г. С. Наркісс. Разглагол о том: узнай себе // Библиотека духовная, содержащая в себе дружеские беседы о познании самого себя. — Санкт-Петербург: Издание Академии наук, 1798. — С. 1–193.
- Сковорода Г. С. Начальная дверь по христианскому добронравию.— Сионский вестник, 1806, ч. Ill, август, стор. 156—179. Текст твору; коротенький життєпис Сковороди.
- Гесс-де-Кальве Густав, Вернет И. Сковорода украинский философ. — Укр. вестник, 1817, апрель, ч. VI (смесь), стор. 108—151. Додано два листи Сковороди до Є. Є. Урюпіна; спогади про життя і діяльність письменника.
- Хиджеу А. Три песни Сковороды.— Телескоп, 1831, ч. VI, стор. 578—582. Надруковано: 1) Ой ти, птичко желтобока; 2) Ой поля, поля зелены; 3) Всякому городу нрав и права.
- Снегирев И. М. О старинном переводе Тита Ливия.— Учен, зап. Моск. унив., 1833, ч. I (смесь), стор. 695. Звістка про те, що на закладці в томі перекладу Тита Лівія (1716 р.) нібито рукою Г. Сковороди написано «году 1688 [?] месяца мая, в 29 день, купил Сковорода, дал восемь алтын». И. С. р. з. к.
- Срезневский И. И. Отрывки из записок о старце Григорие Сковороде.— Утр. звезда (Харків), 1834, кн. 1, стор. 67—92. Тут є два варіанти пісні Всякому городу нрав і права і літографований портрет Сковороди.
- Хиджеу А. Ф. Григорий Варсава Сковорода. Историко-критический очерк. Отрывок первый: общее основное понятие о Сковороде из его собственного сознания. С приложением Сковородинского Идиотикона.— Телескоп, ч. XXVI, 1835, № 5, стор. 3—42; № 6, стор. 151 — 178.
- Краевский А. Обозрение русских газет и журналов за первую пол. 1835 года,—ЖМНП, ч. IX, 1836, март, стор. 669—678. Срезневский И. И. Майор, майор! — Моск. набл., 1836, ч. VI, стор. 205—238, 435—468 і 721—736. У повісті на стор. 211, 443, 447 — подано уривки з творів Сковороди; автор розповідає про те, як Сковорода хотів одружитися з дочкою майора (факт, мабуть, вигаданий).
- Сковорода Г. С. Убогій Жайворонок. Притча / Предисловие и примечания М. Макарова и И. Решетникова. — Москва: Издание Московского попечительного комитета «Человеколюбивого общества», 1837. — ІІ, IV, 32 с.
- Сковорода Г. С. Дружескій разговор о душевном мирѣ. — Москва: Издание Московского попечительного комитета «Человеколюбивого общества», 1837. — 94 с.
- Сковорода Г. С. Бесѣда двое. — Москва: Издание Московского попечительного комитета «Человеколюбивого общества», 1837. — 50 с.
- Сковорода Г. С. Басни Харьковскія. — Москва: Издание Московского попечительного комитета «Человеколюбивого общества», 1837. — VI, 59, ІІ с.
- Сковорода Г. С. Брань архистратига Михаила со Сатаною, о сем: легко быть благим. — Москва: Издание Московского попечительного комитета «Человеколюбивого общества», 1839. — 45 с.
- Аскоченский В. Русский композитор Веделев.— Инвалид, 1854, № 94, 28 квітня. У статті — пісня Сковороди Ах, счастье, счастье, бедное, злое.
- Аскоченский В. Григорий Савич Сковорода.— Киев. губ. ведом, 1855, № 42—44, октябрь (часть неофиц.). Уривок з 2 частин книги В. Аскоченського Киев с древнейшим его училищем Академиею. Аскоченский В. Киев с древнейшим его училищем Академиею Ч. 2… На стор. 129—140 — біографія Г. Сковороди і характеристика його діяльності; на стор. 519 — текст автоепітафії Сковороди.
- Сковорода Г. С. Сочинения в стихах и прозе Григория Савича Сковороды. С его портретом и почерком его руки. СПб, 1861. 6 + 312 + 10 стор. На стор. 5—6 — коротка біографія; на стор. 1—54 — Сад божественных песней; на стор. 55—291 — проза (Разговор о том: знай себе; Убогий жайворонок (притча); Борьба и пря о том: претрудно быть злым, легко быть благим; БесЪда двое; Пря бісу со Варса вою; Начальная дверь ко христіанскому добронравию; Самопознание); на стор. 291—310 — Переписка с харьковскими друзьями і Случаи из жизни Г. С. Сковороды.
- Сочинения Григория Саввича Сковороды, собранные и редактированные проф. Д. И. Багалеем. Юбилейное издание (1794—1894 год) С портретом его, видом могилы и снимками почерка. (7-й том Сб. Харьк. ист.-филолог. общ.). Харків, 1894. СХХХІ + 132 + 352 стор. На стор. I—СХХХІ — вступна стаття Д. Багалія: видання творів Сковороди і досліджень про нього; бібліографічний огляд творів Сковороди; список його творів; сумнівні твори; автографи; списки: зміст всіх оригінальних творів Сковороди; на стор. 1—40 — текст твору Житие Григория Сковороды, составленные другом его М. И. Ковалинским; на стор. 41 —132 — текста листів Сковороди; на стор. 1—306 — тексти творів Сковороди: 1) Наркис; 2) Диалог или розглагол ó древнем миръ; 3) Бес'Ьда, нареченная двое; 4) Разговор дружеский о душевном миръ; 5) Разговор, называемый алфавит или букварь мира; 6) Басни харьковские; 7) Две вступительные проповеди в курс лекций «О христианском добронравии»; 8) Начальная дверь ко христианскому добронравию; 9) Брань архистратига Михаила со сатаною; 10) Благодарный Еродий; 11) Убогий жайворонок; 12) Отрывок из соч. Израильский змий; 13) Стихотворения (Сад божественных пъсней и разные стихотворения); 14) Ода Сидрония об уединении; на стор. 309—352 — Приложения: 1) Правила нравоучительные; 2) Правда віри; 3) Указатель латинских писем Сковороды к Ковалинскому, составленный проф. И. В. Нетушилом.
- Франко І.—ЗНТШ, т. V, 1895, стор. 79—83 (бібл.).

### 20 століття
Наступною спробою академічного видання творів Сковороди було «Собрание сочинений Г. С. Сковороды. С биографией Г. С. Сковороды М. И. Ковалинского, с заметками и примечаниями В. Бонч-Бруевича» (Санкт-Петербург, 1912), який задумувався як двотомник, але вийшов лиге перший, до якого ввійшли майже всі основні філософські твори. 
1961 року вийшла збірка творів Сковороди, до якої ввійшли всі відомі на той час твори письменника. Перший том містив філософські трактати й діалоги, а другий – художні твори, епістолярій, життєпис Сковороди пера Ковалинського та dubia.
На підставі цього видання співробітники Інституту філософії Академії наук України підготували й видали в 1973 році «Повне зібрання творів» Сковороди у двох томах. 
- Петров Н. К биографии украинского философа Григория Саввича Сковороды.— Киев, стар, т. LXXXI, 1903, апрель (докум, изв. и зам.), стор. 10—18. На стор. 15 — текст «прошенія» Сковороди про зарахування викладачем Харківського колегіуму.
- Перетц В. Н. Очерк старинной малорусской поэзии.— Изн. отд. рус. яз. и слов. АН, т. VIII, кн. 1, 1903, стор. 89—119. На стор. 113—116 — псальма Сковороди Ах, ушли мои лъта (з варіантами за Богогласником і народним варіантом).
- Собрание сочинений Г. С. Сковороды. Том. I. С биографией Г. С. Сковороды М. И. Ковалинского, с заметками и примечаниями Владимира Бонч-Бруевича. Портрет и факсимиле автора. СПб, 1912. XV + 544 стор. (Материалы к истории и изучению русского сектантства и старообрядчества. Вып. 5-й. Под редакцией Владимира Бонч-Бруевича). На стор. III—VI—зміст; на стор. VI—XV — замітка від редакції (характеристика Сковороди; огляд його рукописів; план видання його творів; помилки); на стор. 1—42 — Жизнь Григория Сковороды. Писана 1794 года в древнем вкусе (М. И. Ковалинского); на стор. 43—49 — примітки В. Бонч-Бруевича з приводу рукопису М. Ко-валинського; на стор. 51—530 — тексти творів Сковороди: 1) Убуж-деся видъша славу его (проповідь); 2) Да лобжет мя от лобзаній уст своих (проповідь); 3) Начальная дверь ко христіянскому добро-нравію; 4) Наркісс; 5) Симфонія нареченная книга Асхань о позна-ніи самого себе; 6) Бесіда нареченная двое; 7) Разговор дружескій о душевном миръ; 8) Кольцо. Дружескій разговор о душевном миръ; 9) Діалог или розглагол о древнем мірь; 10) Разговор, называемый алфавит или буквар мира; 11) Израилскій змій или книга нареченная: день; 12) Книжечка о чтеніи священнаго писанія, нареченна Жена Лотова (з листом Г. Сковороди до М. Ковалинсько-го); 13) Брань архистратига Михаила со сатаною, о сем: легко быть благим (з листом Г. Сковороди до М. Ковалинського); 14) Пря бъху со Варсавою; 15) Благодарный Еродій (з листом Г. Сковороди до С. Н. Дятлова); 16) Убогій жайворонок (притча); 17) Діалог. Имя ему: Потоп Зміин; до творів Г. Сковороди додані примітки В. Бонч-Бруєвича з характеристикою рукописів автора; на стор. 532—543 — покажчик імен, умовних виразів, книг, статей, що зустрічаються в книзі.

- Багалій Д. І. Історія слобідської України. Проф. Д. І. Багалія. З 71 малюнком і 2 картами. X., вид-во «Союз», 1918. 308 стор. (Культурно-історична бібліотека під ред. проф. Д. І. Багалія). На стор. 254—274 — біографія Г. Сковороди; філософські погляди; значення Сковороди; тексти його віршів Весна люба, ах пришла, Ой ти, птичко жовтобоко, Всякому городу нрав и права (із варіантом у запису І. Срезневського), Що за вольность? Добро в ней какое?
- Возник М. С. Старе українське письменство… На стор. 402—407 — біографія Сковороди; характеристика літературної спадщини; на стор. 417—428 — уривки з творів: Начальная дверь, Разговор о душевном мир-Ь, Разговор, называемый алфавит или букварь мира, вірші Всякому городу нрав и права і Ой ты, птичко жолтобоко.
- Бузинний О. Нові листи Г. С. Сковороди.— Черв, шлях, 1924, № 3, стор. 255—257. Тексти листів Сковороди до І. І. Єрмолова (без дати) та Я. I. Довганського від 25 лютого 1773 р.
- Срезневський Ізмаїл. Майоре, майоре! Оповідання з життя Г. Сковороди. Редакція й вступні статті А. Ковалівського. [Б. м. і б. д., друк, у Києві], вид-во «Рух». 120 стор. На стор. 5—10 — Пам'яті академіка І. Срезневського (характеристика, біографія); на стор. 11—53 — 3 приводу оповідання (літературна історія його і аналіз); на стор. 55—120—текст оповідання (в перекладі українською мовою).
- Попов П. М. Неопублікований лист Сковороди.— Літер, критика, 1939, кн. 11, листопад, стор. 103—104. Текст листа до Івана Григоровича від 20 листопада 1778 р.
- Сковорода Григорій. Харківські байки. За редакцією академіка П. Тичини. Передмова проф. С. Чавдарова. К., Укр. держ. вид-во, 1946. 32 стор. На стор. З—6 — у передмові С. Чавдарова — огляд байок Г. Сковороди; на стор. 7—32 — лист Г. Сковороди до П. К. Панкова (1774 р.) і тексти Харківських байок у перекладі сучасною українською мовою.
- Попов П. М. Новознайдені тексти Г. С. Сковороди.— Рад. літературознавство, кн. 13, 1950, стор. 50—69. Опубліковано варіант Разговора дружеского о душевном мире (за списком кін. XVIII ст.) і тексти чотирьох листів Сковороди до І. І. Єрмолова (без дати), Я. І- Довганського від 25 лютого 1773 p., Я- М. Донець-Захаржевського від 13 березня 1790 р., до якогось Івана Григоровича від 20 листопада 1778 р.
- Білецький О. І. Хрестоматія давньої української літератури… На стор. 457—480 — Г. С. Сковорода: біографічні відомості, тексти віршів, байок; уривки з творів: Алфавит или букварь мира, Брань архистратига Михаила со сатаною, Израилскій змій, Наркісс.
- Попов П. М. З листування Г. С. Сковороди.— Рад. літературознавство, кн. 18, 1955, стор. 57—70. Опубліковано листи. Сковороди до І. Базилевича від 18 квітня 1765 р., до Г. І. Ковалинського від 23 вересня 1788 р., до Олексія з 1788 p.
- Нудьга Г. А. Пісні та романси українських поетів в двох томах. Т. І… На стор. 229—232 — тексти пісень Г. Сковороди: 1) Всякому городу нрав і права; 2) Ах, поля, поля зелені; 3) Ой ти, птичко жолтобоко; на стор. 326—327— біографія Сковороди; примітки.
- Невідомий лист Сковороди. Подав M. І. Мольнар. Коментарі П. М. Попова.— Рад. літературознавство, 1958, № 2, стор. 113—116. Текст листа Г. С. Сковороди від 30 травня 1785 р. до Якова Правицького (листа знайдено у Празі); коментарі.
- Махновець Л. Є. Давній український гумор і сатира… На стор. 326—327 — текст сатиричного вірша Піснь 10-я Григорія Сковороди; на стор. 30 —й вступній статті — аналіз вірша.
- Байки в українській літературі XVII-XVIII ст. / Підг. тексту В. І. Крекотня. — К., 1963. — С.150-178.
- Григорій Сковорода. Повне зібрання творів. В 2-х томах. / Зав. ред. С. М. Перевертун. — Київ: Наукова Думка, 1973. — Т. 1. — 531 с. — Т. 2 — 574 с.
- Григорій Сковорода. Вірші. Пісні. Байки. Діалоги. Трактати. Притчі. Прозові переклади. Листи. — Київ: Наукова думка, 1983. — 542 с. — (Дожовтнева українська література)

- Сковорода Г.С. Твори у двох томах. — К.: AT «Обереги», 1994. — 528 + 480 с. —  Серия: Гарвардська бібліотека давнього українського письменства. ISBN 5-8104-0052-3, ISBN 5-8104-0053-1
- Українська байка. Г. Сковорода, Є. Гребінка, Л. Глібов. — Харків, 2006. — С. 6-95.
- Григорій Сковорода. Повна академічна збірка творів. / За ред. проф Леоніда Ушкалова. Харків-Едмонтон-Торонто: Майдан; Видавництво Канадського Інституту Українських Студій, 2011. 1399 с.
- Сковорода Г. Харківські байки / Григорій Сковорода ; за ред. акад. П. Тичини ; передм. проф. С. Чавдарова. — Київ. : Укр. держ. вид-во, 1946. — 32 с.
- Сковорода Г. Байки харківські / Григорій Сковорода ; авториз. пер. [зі староукр.] Н. Федорака. — половина ХІХ ст. Львів: Свічадо, 2009. — 70, [1] с. : іл. — (Короткі історії для душі, ISBN 978-966-395-210-9). — ISBN 978-966-395-329-8
- Григорій Сковорода. Світ ловив мене…. — Харків : «Фоліо», 2022. — 272 с. — (Ексклюзивні видання) — ISBN 978-966-03-9964-8.[3]

### 21 століття
Видання, упорядковані Леонідом Ушкаловим:
- Антологія «Барокова поезія Слобожанщини» (Харків: Акта, 2002. – 521 с.) — опубліковано весь корпус поезій Сковороди.
- «Григорій Сковорода. Вибрані твори в українських перекладах». – Харків: Ранок, 2003. –144 с.
- Сковорода Григорій. Повна академічна збірка творів. – Харків–Едмонтон–Торонто: Майдан; Видавництво Канадського Інституту Українських Студій, 2011. – 1400 с.
- Григорій Сковорода. Буквар миру: кн. для сімейного читання – Харків : Клуб сімейного читання, 2015. – 320 с.

## Переклади
Твори перекладено англійською, вірменською, грузинською, італійською, німецькою, польською, португальською, російською, словацькою, фінською, чеською та іншими мовами.

## Бібліографія про постать
Праця Михайла Ковалинського «Життя Григорія Сковороди» стала першою з характеристикою життя та творчості Сковороди, написана у 1794–95 роках. Упродовж ХІХ–ХХ століть біографію Сковороди досліджували Віктор Аскоченський, Дмитро Багалій, Юрій Барабаш, Іван Вернет, Едвард Вінтер, Ґустав Гесс де Кальве, Григорій Данилевський, Іван Драч, Володимир Ерн, Григорій Коваленко, Іван Іваньо, Олекса Мишанич, Іван Мірчук, Анастасія Ніженець, Віктор Петров, Павло Попов, Софія Русова, Гнат Хоткевич, Дмитро Чижевський та інші.
Загальну характеристику життю та творчості Сковороди подає книга Дмитра Багалія «Український мандрований філософ Гр. Сав. Сковорода» ( Харків, 1926),  характеристику філософської творчості Сковороди – книга Дмитра Чижевського «Філософія Г.С. Сковороди» (Варшава, 1934), а найдокладнішу біографію – розвідка Леоніда Махновця «Григорій Сковорода. Біографія» ( Київ, 1972). 
- Аскоченский В. Григорий Саввич Сковорода // Киевские губернские ведомости. – 1855. – No 42. – С. 269–271; No 43. – С. 273–275; No 44. – С. 278–279.
- Багалей Д.И. Украинский странствующий философ Г.С. Сковорода. Сприложением статьи М.И. Яворского «Сковорода и его общество». – Харьков:Типография народного комиссариата просвещения, 1923. – 65 с.
- Багалій Д.І. Український мандрований філософ Гр. Сав. Сковорода. – Харків:Державне видавництво України, 1926. – 397 с
- Барабаш Ю. “Знаю человека...” Григорий Сковорода: Поэзия. Философия. Жизнь.– Москва: Художественная литература, 1989. – 335 с.
- Бобринской П. Старчик Григорий Сковорода. Жизнь и учение. – Paris: Imp. deNavarre, 1929. – 83 с
- Васильев [Ясов] В.В. Г.С. Сковорода // Васильев [Ясов] В.В. Русские самородки.Жизнеописания и характеристики. – Ревель: Изд. Орлика, 1916. – [Т.] 1. – С. 85–89.
- Войтович В. Предтеча месії України // Сковорода Г. Пізнай в собі людину / Пер.М. Кашуби; передмова В. Войтовича. – Львів: Світ, 1995. – С. 5–9.
- Гесс де Кальве Г., Вернет И. Сковорода, украинский философ // Украинский вестник. – 1817. – Ч. 6. – С. 106–131.
- Гетьмáнець Г. (Гр. Сьогобочний). Хто такий Григорій Сковорода. – Київ: Дзвін, 1919. – 54 с.
- Горбоносов В., Парамонов А. Дорогами Сковороди. Слобідська Україна. — Харків: Точка, 2022. — 132 с.
- Гусев Н.Н. Народный украинский мудрец Григорий Саввич Сковорода. – Москва: Посредник, 1906. – 54 с
- Драч І.Ф., Кримський С.Б., Попович М.В. Григорій Сковорода. Біографічна повість /За ред. В.М. Нічик. – Київ: Молодь, 1984. – 216
- Іваньо І.В. Життєвий шлях і формування світогляду // Філософія Григорія Сковороди. – Київ: Наукова думка, 1972. – С. 15–54.
- Клепатський П. Український мандрівний філософ Григорій Савич Сковорода. –Кам’янець на Поділлі: Правобережна філія «Українського видавництва в Катеринославі», 1920. – 32 с.
- Коваленко Гр. Григорій Сковорода, його життя і твори. – Полтава: НакладомПолтавської спілки споживчого товариства, 1919. – 156 с.
- [Ковалинский М.И.] Житие Сковороды, описанное другом его М.И. Ковалинским [Зпередмовою М.Ф. Сумцова] // Киевская старина. – 1886. – Т. XVI. – Сентябрь.– С. 103–150.
- Лощиц Ю. Сковорода. – Москва: Молодая гвардия, 1972. – 223 с
- Махновець Л. Григорій Сковорода. Біографія. – Київ: Наукова думка, 1972. – 255 с.
- Мишанич О. Григорій Сковорода (1722–1794) // Сковорода Г. Твори: У 2 т. / Передмова О. Мишанича. – Київ: АТ «Обереги», 1994. – Т. 1. – С. 9–35.

## Богословські погляди
- Нічик В.М. Г. Сковорода та філософські традиції Києво-Могилянської академії. Філософія Григорія Сковороди. – Київ: Наукова думка, 1972. – С. 55–122.
- Флоринський Ів. Григорій Сковорода – предтеча українського євангелізму. – Торонто; Вінніпеґ, 1956. – 71 с.
- Чижевський Д. Фільософія Г.С. Сковороди. – Варшава, 1934. – 224 с.
- Біланюк П. Вступ до богословської спадщини Григорія Сковороди (пер. з англ. І. Гарника) // Сковорода Григорій: образ мислителя: Збірник наукових праць. – Київ, 1997. – С. 361–383
- Ушкалов Л. Українське барокове богомислення. Сім етюдів про Григорія Сковороду. – Харків: Акта, 2001. – 221 с

## Бібліографія Сковородіяни
Перша бібліографія творів Сковороди та літератури про нього була опублікована Григорієм Данилевським у 1862 році. Наступні грунтовні біблографічні довідники склали Дмитро Багалій у «Український мандрований філософ Гр. Сав. Сковорода» (Харків, 1926) (222 позиції), Центральна наукова бібліотека Харківського університету — видання «Григорій Сковорода: Біобібліографія» ( Харків, 1972) (1442 позиції) та довідник, оприлюднений Річардом Гантулою у виданні «Hryhorij Savyč Skovoroda. An Anthology of Critical Articles» (Едмонтон; Торонто, 1994) (310 позицій). Найбільший довідник уклав та видав Леонід Ушкалов — «Два століття сковородіяни: бібліографічний довідник» ( Харків, 2002) (2203 позиції).